# Nissan Stadium (Nashville)
Nissan Stadium is een American football stadion in Nashville. Het stadion opende zijn deuren in 1999. Vaste bespelers zijn de Tennessee Titans. Openingswedstrijd was een wedstrijd van de Titans tegen de Atlanta Falcons.
Voormalige namen van het stadion waren Adelphia Coliseum (1999-2002), The Coliseum (2002-2006), en LP Field (2006-2015).
De 'LP' in de naam verwees naar het bouwmaterialen fabrikant Louisiana-Pacific die $30 miljoen had betaald voor het naamrecht voor een periode van 10 jaar.
Ook de voetbalclub Nashville SC speelt sinds de promotie naar de Major League Soccer in 2020 haar thuiswedstrijden in het stadion.

## CONCACAF Gold Cup
Tijdens de CONCACAF Gold Cup van 2017 en 2019 was dit stadion een van de stadions waar voetbalwedstrijden werden gespeeld.
| № | Datum       | Wedstrijd                  | Uitslag | Gold Cup     | Toeschouwers |
| - | ----------- | -------------------------- | ------- | ------------ | ------------ |
| 1 | 8 juli 2017 | Verenigde Staten – Panama  | 1 – 1   | Groepsfase   | 47.622       |
| 2 | 8 juli 2017 | Martinique – Nicaragua     | 2 – 0   | Groepsfase   | 5.515        |
| 3 | 2 juli 2019 | Jamaica – Verenigde Staten | 1 – 3   | Halve finale | 28.473       |